# Effetto magnetocalorico
L'effetto magnetocalorico è un fenomeno fisico che si riscontra in alcuni materiali (tipicamente metalli) per cui avviene una variazione di temperatura dell'oggetto in risposta ad una variazione del campo magnetico esterno. La peculiarità di quest'effetto è che il riscaldamento del corpo, o viceversa il suo raffreddamento, avviene in modo adiabatico ovvero la trasformazione non scambia calore con un sistema esterno.

## Struttura
Questo fenomeno avviene grazie alle proprietà magnetiche di certi materiali che in seguito all'applicazione di un campo magnetico esterno (poniamo che inizialmente sia assente) i momenti magnetici atomici o molecolari dell'oggetto si riorientano in direzione del campo magnetico, allineandosi. Anche nei casi in cui il riordinamento dei momenti non è totale si può osservare una diminuzione dell'entropia magnetica che per il 2° Principio della termodinamica comporta un aumento di altre componenti dell'entropia come quella termica: si verifica quindi un processo in cui viene liberata energia termica sotto forma di calore generato internamente che riscalda il corpo.